# Bibracte sumbawana
Bibracte sumbawana är en insektsart som beskrevs av Willy Adolf Theodor Ramme 1941. Bibracte sumbawana ingår i släktet Bibracte och familjen gräshoppor. Inga underarter finns listade i Catalogue of Life.